# Карський (Челябінська область)
Карський (рос. Карский) — селище у Троїцькому районі Челябінської області Російської Федерації.
Входить до складу муніципального утворення Яснополянське сільське поселення. Населення становить 0 осіб (2010). Населений пункт розташований на землях українського культурного та етнічного краю Сірий Клин.

## Історія
Від 20 лютого 1924 року належить до Троїцького району Челябінської області.
Згідно із законом від 28 жовтня 2004 року органом місцевого самоврядування є Яснополянське сільське поселення.

## Населення
| 2002 | 2010 |
| ---- | ---- |
| 7    | ↘0   |